# Équipe de Tunisie masculine de handball
Maillots
Dernière mise à jour : 2 mai 2024.
L'équipe de Tunisie masculine de handball (arabe : منتخب تونس لكرة اليد), surnommée « Aigles de Carthage », est l'équipe nationale de handball de Tunisie. Elle est régie par la Fédération tunisienne de handball et participe aux compétitions internationales de handball.
La Ligue tunisienne de handball est créée en 1953. En 1957, la Fédération tunisienne de handball est fondée et ensuite admise au sein de la Fédération internationale de handball en 1962.
L'équipe nationale tunisienne participe à plusieurs championnats du monde. En 2005, la Tunisie termine la quatrième place, devenant la deuxième équipe non européenne à atteindre les demi-finales du championnat du monde après l'Égypte qui peut atteindre la demi-finale en 2001. L'équipe tunisienne remporte le championnat d'Afrique des nations pour un record de dix titres, le dernier obtenu en 2018 au Gabon en battant l'Égypte en finale. L'Égypte et l'Algérie sont les principaux rivaux de la Tunisie sur le continent africain.
L'équipe nationale est principalement et généralement composée de joueurs de l'Espérance sportive de Tunis, du Club africain et de l'Étoile sportive du Sahel, ces équipes étant les locomotives traditionnelles de la scène du handball national, ainsi que des joueurs évoluant en Europe, principalement en France.

## Histoire
La Tunisie est l'équipe du continent africain qui possède le meilleur palmarès : elle est l'équipe la plus titrée en championnat d'Afrique des nations avec dix titres remportés en 1974, 1976, 1979, 1994, 1998, 2002, 2006, 2010, 2012 et 2018, et dispute à huit reprises la finale en 1985, 1992, 1996, 2004, 2008, 2014, 2016 et 2020. Elle remporte également à six reprises une médaille de bronze en 1981, 1983, 1987, 1989, 1991 et 2000.
Lors des championnats du monde, elle obtient en 2005 la meilleure performance obtenue par un pays africain, une quatrième place, égalant ainsi l'Égypte (place obtenue en 2001). Elle dispute également une finale de la Statoil World Cup, compétition internationale non officielle, en 2006.
Lors de la saison 2005-2006, Heykel Megannem est élu meilleur joueur du championnat de France, Wissem Hmam et Issam Tej étant également dans l'équipe type, respectivement aux postes d'arrière gauche et de pivot. À la suite du championnat du monde 2009, la fédération met à l'écart Issam Tej pour « indiscipline, insolence et récidive » et Makram Missaoui pour « avoir refusé de reprendre le jeu contre la Pologne », alors que Maher Kraiem est suspendu trois mois pour « écart de conduite ».
L'équipe est entraînée par le Croate Sead Hasanefendić jusqu'en juin 2008, avant d'être remplacé par le Serbe Zoran Živković à partir du 24 octobre 2008. Toutefois, la fédération le limoge à la suite de la contre-performance de l'équipe lors du championnat du monde 2009. Il est remplacé par le Tunisien Sayed Ayari puis, en juin 2009, par le Français Alain Portes, qui signe un contrat de trois ans.
En 2013, le contrat d'Alain Portes n'étant pas renouvelé, celui-ci prend la succession d'Olivier Krumbholz à la tête de l'équipe de France féminine et se voit remplacé par Sead Hasanefendić, de retour à la tête de l'équipe nationale pour les trois saisons suivantes.
En 2020, l'entraîneur Toni Gerona est écarté. Son remplaçant serait un Espagnol d'après la Fédération tunisienne de handball.
En septembre 2022, Patrick Cazal est nommé sélectionneur pour les deux ans à venir, Wissem Hmam étant son adjoint. Au championnat du monde 2023, la Tunisie ne parvient pas à sortir de la phase préliminaire après un match nul face au Bahreïn et deux défaites face à la Belgique et au Danemark. La Tunisie joue alors la Coupe du président qu'elle remporte après quatre victoires face au Maroc, à la Macédoine du Nord, à l'Algérie et enfin au Chili pour terminer à la 25e place.
Au championnat d'Afrique des nations 2024, l'ambition de Cazal et des Tunisiens est d'obtenir le titre et donc la qualification pour les Jeux olympiques d'été 2024. Néanmoins, la marche est trop haute en demi-finale face au grand favori égyptien qui évolue à domicile (25-30) et la Tunisie doit se contenter de la médaille de bronze en s'imposant face au Cap-Vert (35-28). Cette troisième place est également synonyme de participation à un tournoi de qualification olympique. Mais dans un groupe très relevé composé de la Hongrie, du Portugal et de la Norvège, les Tunisiens sont nettement battus à trois reprises et Cazal est remercié par la fédération. Le 21 avril 2024, la FTHB annonce la nomination de Mohamed Ali Sghir (en) au poste d'entraineur.

## Palmarès
Compétitions internationales
- Championnats du monde
  - Meilleur résultat : 4e place en 2005.
- Jeux olympiques
  - Meilleur résultat : 8e place en 2012.
- Championnat d'Afrique
  -  Vainqueur (10)  : 1974, 1976, 1979, 1994, 1998, 2002, 2006, 2010, 2012, 2018.
  -  Finaliste (8) : 1985, 1992, 1996, 2004, 2008, 2014, 2016, 2020.
  -  Troisième (7) : 1981, 1983, 1987, 1989, 1991, 2000, 2024.
- Jeux africains
  -  Finaliste (1) : 1978.
  -  Troisième (2) : 1965, 2007.
- Coupe du monde des nations
  -  Finaliste (1) : 2006.

Compétitions régionales
- Jeux méditerranéens
  -  Finaliste (1) : 2001, 2018.
  -  Troisième (4) : 1967, 1979, 2005, 2009.
- Jeux panarabes
  -  Vainqueur (1) : 1985.
  -  Troisième (2) : 1992, 2011.
- Championnat maghrébin des nations
  -  Vainqueur (3) : 1969, 1971, 1973[9].

Autres compétitions
- Yellow Cup (de)
  -  Vainqueur (4) : 2007, 2015, 2016, 2019.
  -  Finaliste (4) : 2002, 2003, 2004, 2020.
  -  Troisième (2) : 2008, 2010.
- Challenge Marrane
  -  Vainqueur (1) : 2008.
- Tournoi de Paris Île-de-France
  -  Finaliste (1) : 2005.
  -  Troisième (4) : 1998, 2002, 2007, 2013.
- Tournoi international de Tunisie
  -  Vainqueur (3) : 2015, 2017, 2021.
- Tournoi international d'Espagne
  -  Troisième (3) : 1999, 2002, 2012.
- Tournoi des quatre nations
  -  Finaliste (1) : 2015.
- Air Caraïbes Cup
  -  Finaliste (1) : 2019.
- 4 Nations Cup de Pologne
  -  Vainqueur (2) : 2021, 2022.

## Parcours en compétition majeure
| Édition     | Tour                    | Rang                   | J                      | V                      | N                      | D                      | BP                     | BC                     | Diff                   |
| ----------- | ----------------------- | ---------------------- | ---------------------- | ---------------------- | ---------------------- | ---------------------- | ---------------------- | ---------------------- | ---------------------- |
| 1972        | Match pour la 15e place | 16                     | 5                      | 0                      | 0                      | 5                      | 72                     | 118                    | -46                    |
| 1976        | forfait après 2 matchs  | forfait après 2 matchs | forfait après 2 matchs | forfait après 2 matchs | forfait après 2 matchs | forfait après 2 matchs | forfait après 2 matchs | forfait après 2 matchs | forfait après 2 matchs |
| 1980 à 1996 | Non qualifié            | Non qualifié           | Non qualifié           | Non qualifié           | Non qualifié           | Non qualifié           | Non qualifié           | Non qualifié           | Non qualifié           |
| 2000        | Match pour la 9e place  | 10                     | 6                      | 1                      | 0                      | 5                      | 130                    | 141                    | -11                    |
| 2004        | non qualifiée           | non qualifiée          | non qualifiée          | non qualifiée          | non qualifiée          | non qualifiée          | non qualifiée          | non qualifiée          | non qualifiée          |
| 2008        | non qualifiée           | non qualifiée          | non qualifiée          | non qualifiée          | non qualifiée          | non qualifiée          | non qualifiée          | non qualifiée          | non qualifiée          |
| 2012        | Quarts de finale        | 8                      | 6                      | 2                      | 0                      | 4                      | 144                    | 150                    | -6                     |
| 2016        | Phase de groupe         | 12                     | 5                      | 0                      | 1                      | 4                      | 118                    | 145                    | -27                    |
| 2020        | non qualifiée           | non qualifiée          | non qualifiée          | non qualifiée          | non qualifiée          | non qualifiée          | non qualifiée          | non qualifiée          | non qualifiée          |
| 2024        | non qualifiée           | non qualifiée          | non qualifiée          | non qualifiée          | non qualifiée          | non qualifiée          | non qualifiée          | non qualifiée          | non qualifiée          |
| Total       | 0 médaille              | 4/14                   | 24                     | 3                      | 1                      | 20                     | 485                    | 601                    | -116                   |

| 1938        | non inscrite           | non inscrite  | non inscrite  | non inscrite  | non inscrite  | non inscrite  | non inscrite  | non inscrite  | non inscrite  |
| 1954        | non inscrite           | non inscrite  | non inscrite  | non inscrite  | non inscrite  | non inscrite  | non inscrite  | non inscrite  | non inscrite  |
| 1958        | non qualifiée          | non qualifiée | non qualifiée | non qualifiée | non qualifiée | non qualifiée | non qualifiée | non qualifiée | non qualifiée |
| 1961        | non qualifiée          | non qualifiée | non qualifiée | non qualifiée | non qualifiée | non qualifiée | non qualifiée | non qualifiée | non qualifiée |
| 1964        | non qualifiée          | non qualifiée | non qualifiée | non qualifiée | non qualifiée | non qualifiée | non qualifiée | non qualifiée | non qualifiée |
| 1967        | Premier tour           | 15            | 3             | 0             | 0             | 3             |               |               |               |
| 1970 à 1993 | non qualifiée          | non qualifiée | non qualifiée | non qualifiée | non qualifiée | non qualifiée | non qualifiée | non qualifiée | non qualifiée |
| 1995        | Huitième de finale     | 15            | 7             | 2             | 0             | 5             |               |               |               |
| 1997        | Huitième de finale     | 16            | 6             | 2             | 0             | 4             |               |               |               |
| 1999        | Huitième de finale     | 12            | 6             | 2             | 1             | 3             |               |               |               |
| 2001        | Huitième de finale     | 10            | 6             | 3             | 0             | 3             |               |               |               |
| 2003        | Quart de finale        | 14            | 7             | 2             | 0             | 5             |               |               |               |
| 2005        | Match pour la 3e place | 4             | 10            | 5             | 3             | 2             |               |               |               |
| 2007        | Huitième de finale     | 11            | 8             | 3             | 0             | 5             |               |               |               |
| 2009        | Premier tour           | 17            | 9             | 5             | 0             | 4             |               |               |               |
| 2011        | Premier tour           | 20            | 7             | 1             | 0             | 6             |               |               |               |
| 2013        | Huitième de finale     | 11            | 6             | 3             | 0             | 3             |               |               |               |
| 2015        | Huitième de finale     | 15            | 6             | 2             | 1             | 3             |               |               |               |
| 2017        | Premier tour           | 19            | 7             | 2             | 2             | 3             |               |               |               |
| 2019        | Tour principal         | 12            | 8             | 3             | 0             | 5             |               |               |               |
| 2021        | Premier tour           | 25            | 7             | 4             | 1             | 2             |               |               |               |
| / 2023      | Premier tour           | 25            | 7             | 4             | 1             | 2             |               |               |               |
| Total       | 0 médaille             | 16/28         | 104           | 41            | 8             | 55            |               |               |               |

| Édition | Rang      | J   | V   | N | D  |
| ------- | --------- | --- | --- | - | -- |
| 1974    | Vainqueur | 3   | 3   | 0 | 0  |
| 1976    | Vainqueur | 4   | 4   | 0 | 0  |
| 1979    | Vainqueur | 5   | 5   | 0 | 0  |
| 1981    | Troisième | 3   | 2   | 1 | 0  |
| 1983    | Troisième | 6   | 4   | 0 | 2  |
| 1985    | Finaliste | 5   | 3   | 0 | 2  |
| 1987    | Troisième | 5   | 3   | 0 | 2  |
| 1989    | Troisième | 5   | 3   | 0 | 2  |
| 1991    | Troisième | 6   | 3   | 1 | 2  |
| 1992    | Finaliste | 5   | 3   | 1 | 1  |
| 1994    | Vainqueur | 6   | 6   | 0 | 0  |
| 1996    | Finaliste | 6   | 5   | 0 | 1  |
| 1998    | Vainqueur | 6   | 5   | 0 | 1  |
| 2000    | Troisième | 6   | 3   | 1 | 2  |
| 2002    | Vainqueur | 5   | 5   | 0 | 0  |
| 2004    | Finaliste | 7   | 6   | 0 | 1  |
| 2006    | Vainqueur | 7   | 7   | 0 | 0  |
| 2008    | Finaliste | 5   | 4   | 0 | 1  |
| 2010    | Vainqueur | 8   | 8   | 0 | 0  |
| 2012    | Vainqueur | 8   | 8   | 0 | 0  |
| 2014    | Finaliste | 8   | 7   | 0 | 1  |
| 2016    | Finaliste | 8   | 7   | 0 | 1  |
| 2018    | Vainqueur | 7   | 6   | 1 | 0  |
| 2020    | Finaliste | 7   | 6   | 0 | 1  |
| 2022    | Quatrième | 5   | 3   | 0 | 2  |
| 2024    | Troisième | 6   | 5   | 0 | 1  |
| Total   | 10 titres | 152 | 124 | 5 | 23 |

| Édition | Tour                                                                            | Rang                                    | J            | V            | N            | D            | BP           | BC           | Diff         |
| ------- | ------------------------------------------------------------------------------- | --------------------------------------- | ------------ | ------------ | ------------ | ------------ | ------------ | ------------ | ------------ |
| 1967    | Poule unique                                                                    | Médaille de bronze, Jeux méditerranéens | 3            | 1            | 0            | 2            | 33           | 56           | -23          |
| 1971    | Annulée                                                                         | Annulée                                 | Annulée      | Annulée      | Annulée      | Annulée      | Annulée      | Annulée      | Annulée      |
| 1975    | Poule unique                                                                    | 4                                       | 4            | 1            | 0            | 3            | 71           | 81           | -10          |
| 1979    | Match pour la 3e place                                                          | Médaille de bronze, Jeux méditerranéens | 4            | 2            | 0            | 2            | 89           | 78           | 11           |
| 1983    | Match pour la 3e place                                                          | Quatrième                               | 5            |              |              |              |              |              |              |
| 1987    | Non inscrite                                                                    | Non inscrite                            | Non inscrite | Non inscrite | Non inscrite | Non inscrite | Non inscrite | Non inscrite | Non inscrite |
| 1991    | Non inscrite                                                                    | Non inscrite                            | Non inscrite | Non inscrite | Non inscrite | Non inscrite | Non inscrite | Non inscrite | Non inscrite |
| 1993    | Non inscrite                                                                    | Non inscrite                            | Non inscrite | Non inscrite | Non inscrite | Non inscrite | Non inscrite | Non inscrite | Non inscrite |
| 1997    | Match pour la 7e place                                                          | Huitième                                | 5            | 1            | 0            | 5            |              |              |              |
| 2001    | Finale                                                                          | Médaille d'argent, Jeux méditerranéens  | 5            |              |              |              |              |              |              |
| 2005    | Match pour la 3e place                                                          | Médaille de bronze, Jeux méditerranéens | 5            | 4            | 0            | 1            |              |              |              |
| 2009    | Match pour la 3e place                                                          | Médaille de bronze, Jeux méditerranéens | 5            | 4            | 0            | 2            | 166          | 161          | 5            |
| 2013    | Match pour la 7e place                                                          | Septième                                | 5            | 2            | 1            | 2            | 142          | 130          | 12           |
| 2018    | Finale                                                                          | Médaille d'argent, Jeux méditerranéens  | 5            | 4            | 0            | 1            |              |              |              |
| 2022    | Match pour la 5e place                                                          | Cinquième                               | 5            | 3            | 0            | 2            | 164          | 163          | 1            |
| Total   | Médaille d'argent, Jeux méditerranéens · Médaille d'argent, Jeux méditerranéens | 11/14                                   |              |              |              |              |              |              |              |

## Effectifs

### Autres effectifs
- JO de Munich 1972 (15e place) : Ahmed Bechir Bel Hadj (en), Abderraouf Ben Samir (en), Moncef Besbes (en), Rached Boudhina (en), Taoufik Djemail (en), Aleya Hamrouni (en), Mohamed Naceur Jelili (en), Mounir Jelili, Mohamed Klai (en), Mohamed Khalladi (en), Faouzi Ksouri (en), Moncef Loueslati (en), Fawzi Sbabti, Amor Sghaier (en), Abdel Aziz Zaibi (en), Ridha Zitoun (en). Entraîneur : Haralambie Firan
- Championnat d'Afrique des nations 1974 ( Médaille d'or)[15] : Salah Sassi (GB), Moncef Besbes (en), (GB), Khaled Achour (en), Degach, Mohamed Lassoued Klaï (en), Ridha Zitoun (en), El Ouaer, Mohamed Naceur Jelili (en), Raouf Chabchoub, Abderraouf Ben Samir (en), Ahmed Bechir Bel Hadj (en), Rachid Hafsi, Lotfi Rebaï (en), Habib Ammar (en), Mounir Jelili, Mohamed Abdelkhalek. Entraîneurs : Ion Popescu (de), Saïd Amara.
- Championnat d'Afrique des nations 1976 ( Médaille d'or)[15] : Salah Sassi (GB), Mohamed Lassoued Klaï (en), Mohamed Naceur Jelili (en), Mohamed Abdelkhalek, Lotfi Rebaï (en), Habib Ammar (en), Abderraouf Ben Samir (en), Raouf Chabchoub, Ahmed Bechir Bel Hadj (en), Mounir Jelili. Entraîneur : Ion Popescu (de).
- JO de Montréal 1976 (forfait après 2 matchs) : Mohamed Abdel Khaled (en), Khaled Achour (en), Habib Ammar (en), Ahmed Bechir Bel Hadj (en), Abderraouf Ben Samir (en), Moncef Besbes (en), Raouf Chabchoub, Slaheddine Deguechi (en), Mohamed Naceur Jelili (en), Mounir Jelili, Habib Kheder (en), Lotfi Rebaï (en). Entraîneur :  Ion Popescu (de)
- Championnat d'Afrique des nations 1979 ( Médaille d'or)[15] : Habib Yagouta (GB), Moncef Besbes (en) (GB), Slah Degache (en), M. Bel Hassen, Jamel Bel Hassen, Lotfi Echahed ou Chahed, Khaled Achour (en), Raouf Chabchoub, Zouhaier Amara, Jamel Naoui, Med Lassoued, Ahmed Mechmeche, Gholsem, Rachid El Hafsi, Samir Abbassi (meilleur joueur et meilleur buteur), Attia. Entraîneurs : Hachemi Razgallah et A. Sfar.
- Championnat d'Afrique des nations 1994 ( Médaille d'or)[15] : Habib Yagouta (GB), Riadh Sanaa (GB), Dhaker Seboui (en), Mohamed Madi (en), Mestiri, Dabbabi, Adnène Belhareth, Afif Belhareth, Turki, Ben Thayer, El Ghoul, Chouikha, Machehour, Karim Zaghouani, Agrebi, Ben Fredj. Entraîneurs : Sayed Ayari et Saïd Amara
- Championnat d'Afrique des nations 1998 ( Médaille d'or)[15] : Riadh Sanaa (GB), Slim Zehani, Makrem Jerou (en), Wissem Bousnina, Dhaker Seboui (en), Ali Madi (en), Mohamed Madi (en), Sobhi Sioud, Oualid Ben Amor, Mohamed Messaoudi, Louati, Sami Mestiri (GB), Khabir, Daly, Dabbabi, Adnène Belhareth. Entraîneurs : Sayed Ayari et Saïd Amara
- JO de Sydney 2000 (10e place)[16] : Ali Madi (en), Anouar Ayed, Dhaker Seboui (en), Heykel Megannem, Issam Tej, Makrem Jerou (en), Mohamed Madi (en), Mohamed Messaoudi, Riadh Sanaa, Oualid Ben Amor, Wissem Bousnina, Wissem Hmam, Slim Zehani, Sobhi Sioud. Entraîneur : Sayed Ayari.
- Championnat d'Afrique des nations 2002 ( Médaille d'or)[15] : Iteb Bouali (GB), Slim Zehani (GB), Makram Missaoui (GB), Makrem Jerou (en), Heykel Megannem, Issam Tej, Wissem Hmam, Wissem Bousnina, Anouar Ayed, Sahbi Ben Aziza, Bel Hadj, Dhaker Seboui (en), Ali Madi (en), Sobhi Sioud, Zouheïr Ben Messaoud, Oualid Ben Amor, Mohamed Messaoudi. Entraîneurs : Sayed Ayari et Saïd Amara.
- Championnat d'Afrique des nations 2006 ( Médaille d'or)[15] : Marouène Maggaiez (GB), Makram Missaoui (GB), Wassim Helal (GB), Makrem Jerou (en), Heykel Megannem, Issam Tej, Sobhi Saïed, Wissem Hmam, Wissem Bousnina, Anouar Ayed, Sabhi Ben Aziza, Marouen Belhadj, Dhaker Seboui (en), Selim Hedoui, Ali Madi (en), Mahmoud Gharbi, Hatem Haraket, Jaleleddine Touati. Entraîneur : Sead Hasanefendić.
- JO de Londres 2012 (8e place)[16] : Marouène Maggaiez, Wassim Helal, Oussema Boughanmi, Anouar Ayed, Wissem Hmam, Selim Hedoui, Wael Jallouz, Kamel Alouini, Heykel Megannem, Issam Tej, Mahmoud Gharbi, Marouan Chouiref, Aymen Toumi, Jaleleddine Touati, Amine Bannour. Entraîneur : Alain Portes.
- JO de Rio 2016 (12e place)[16] : Marouène Maggaiez, Makram Missaoui, Oussema Boughanmi, Khaled Haj Youssef, Wael Jallouz, Mohamed Soussi, Sobhi Saïed, Amine Bannour, Issam Tej, Marouan Chouiref, Oussama Hosni, Aymen Toumi, Mohamed Ali Bhar, Mohamed Jilani Maaref, Aymen Hammed. Entraîneur : Hafedh Zouabi.

## Personnalités liées à la sélection

### Anciens joueurs
- Marouane Hadj Ahmed
- Anouar Ayed
- Oualid Ben Amor
- Sahbi Ben Aziza
- Zouheïr Ben Messaoud
- Abderraouf Ben Samir (en)
- Iteb Bouali
- Chedly El Gaïed
- Aymen Hammed
- Hatem Haraket
- Selim Hedoui
- Wissem Hmam
- Makrem Jerou (en)
- Maher Kraiem
- Faouzi Ksouri (en)
- Ali Madi (en)
- Mohamed Madi (en)
- Mohamed Messaoudi
- Heykel Megannem
- Hassen Mejri
- Makram Missaoui
- Riadh Sanaa
- Salah Sassi
- Dhaker Seboui (en)
- Sobhi Sioud
- Mohamed Tajouri
- Slim Zehani

### Sélectionneurs
La liste des sélectionneurs est :
- Yves Boulogne : de 1957 à 1962
- Michel Djulizibaric : de janvier à décembre 1962
- Mohamed Louahchi : de décembre 1962 à mars 1966
  -  Maurice Chastanier : novembre 1963
  -  Gunter Munsch : quelques semaines en 1965
- Constantin Popa[17] et Haralambie Firan : de 1966 à 1968
- Haralambie Firan : de 1968 à 1972
- Brahim Riahi : de 1972 à 197x
- Ion Popescu (de) : de 197x à 1976
- Saïd Amara : de 1976 à 1979
- Hachemi Razgallah : de février 1979 à 1982
- Guennadi Antchenko : de 1982 à 1983
- Reiner Ganschow : de 1983 à 1985
- Sayed Ayari : de 1985 à 1987
- Moncef Hajjar : de 1987 à 1989
- Sayed Ayari (2) : d'avril à septembre 1989
- Saïd Amara (2) : de 1989 à 1990
- Lamjed Amroussi : de 1990 à 1991
- Hachemi Razgallah (2) : de 1991 à 1994
- Sayed Ayari (3) et Saïd Amara (3) : de 1994 à 1996
- Saïd Amara (4) : de 1996 à 1997
- Brahim Agrebi : en 1997
- Noureddine Ben Ameur : de 1997 à 1998
- Sayed Ayari (4) et Saïd Amara (5) : de 1998 à 2003
- Sayed Ayari (5) : en 2003
- Zoran Živković : pour la CAN 2004[18]
- Sead Hasanefendić : de 2004 à 2008
- Zoran Živković (2) : de septembre 2008[18] à janvier 2009
- Sayed Ayari (6) : de février à juin 2009
- Alain Portes : de juin 2009 à juillet 2013
- Sead Hasanefendić (2) : de juillet 2013 à janvier 2015[19]
- Sylvain Nouet : de 2015 à mars 2016[20].
- Hafedh Zouabi : de 2016 à février 2017
- Toni Gerona : de juillet 2017 à février 2020
- Sami Saïdi : de février 2020 à juillet 2022
- Patrick Cazal : de septembre 2022 à avril 2024[21].
- Mohamed Ali Sghir (en) : depuis avril 2024

## Infrastructures
Le Palais des sports d'El Menzah, construit en 1967, est la salle historique de l'équipe nationale. Construite à l'occasion du championnat du monde masculin de handball 2005, dont elle accueille la finale et tous les matchs de la Tunisie, la salle omnisports de Radès accueille dès lors la plupart des matchs de l'équipe nationale. D'autres infrastructures, telles que la salle Taoufik-Bouhima à Radès, la salle d'Hammamet et la salle de Bir Challouf à Nabeul ont également l'occasion de voir évoluer l'équipe nationale.

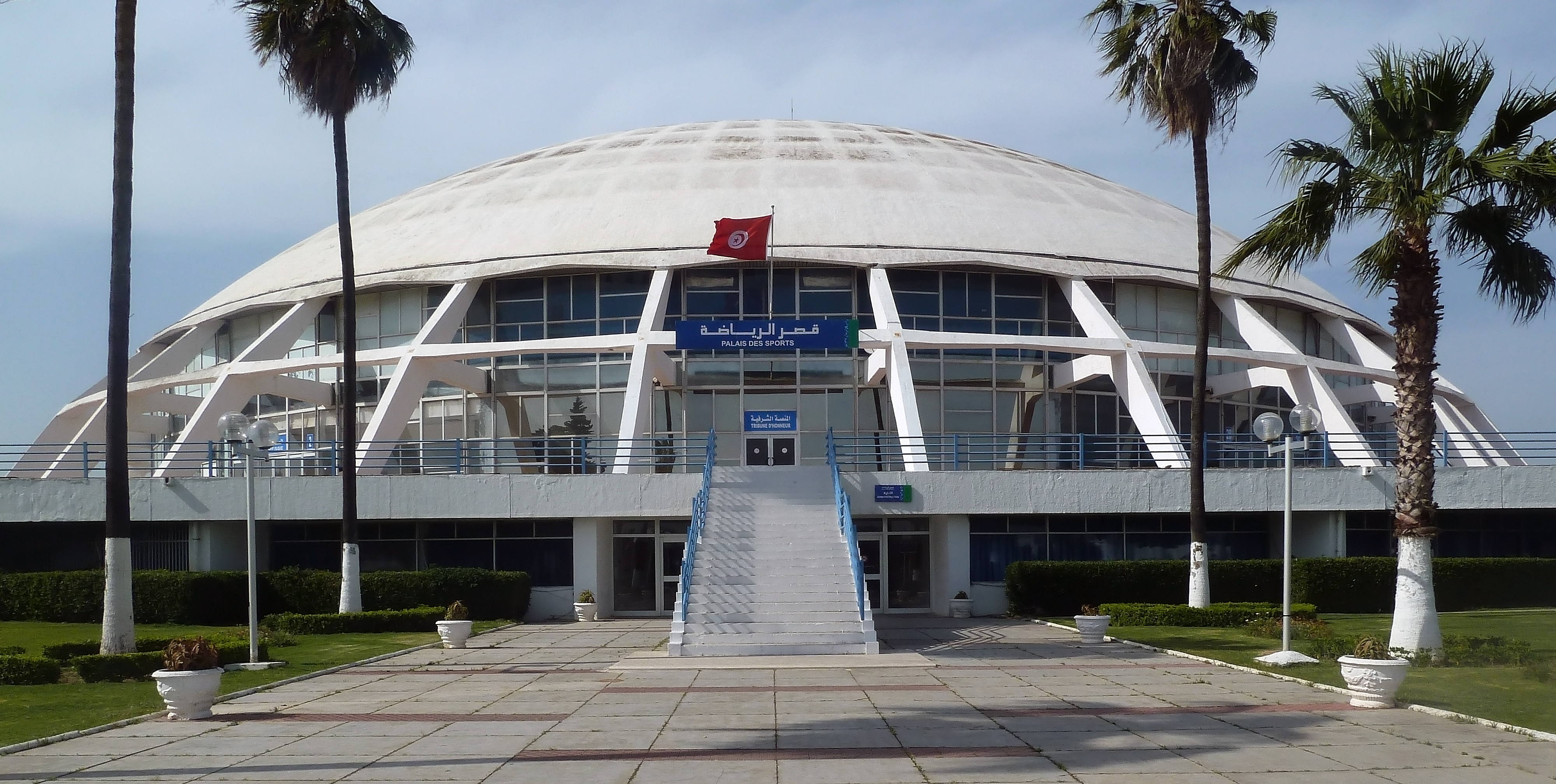
Palais des sports d'El Menzah, d'une capacité de 5 000 spectateurs.
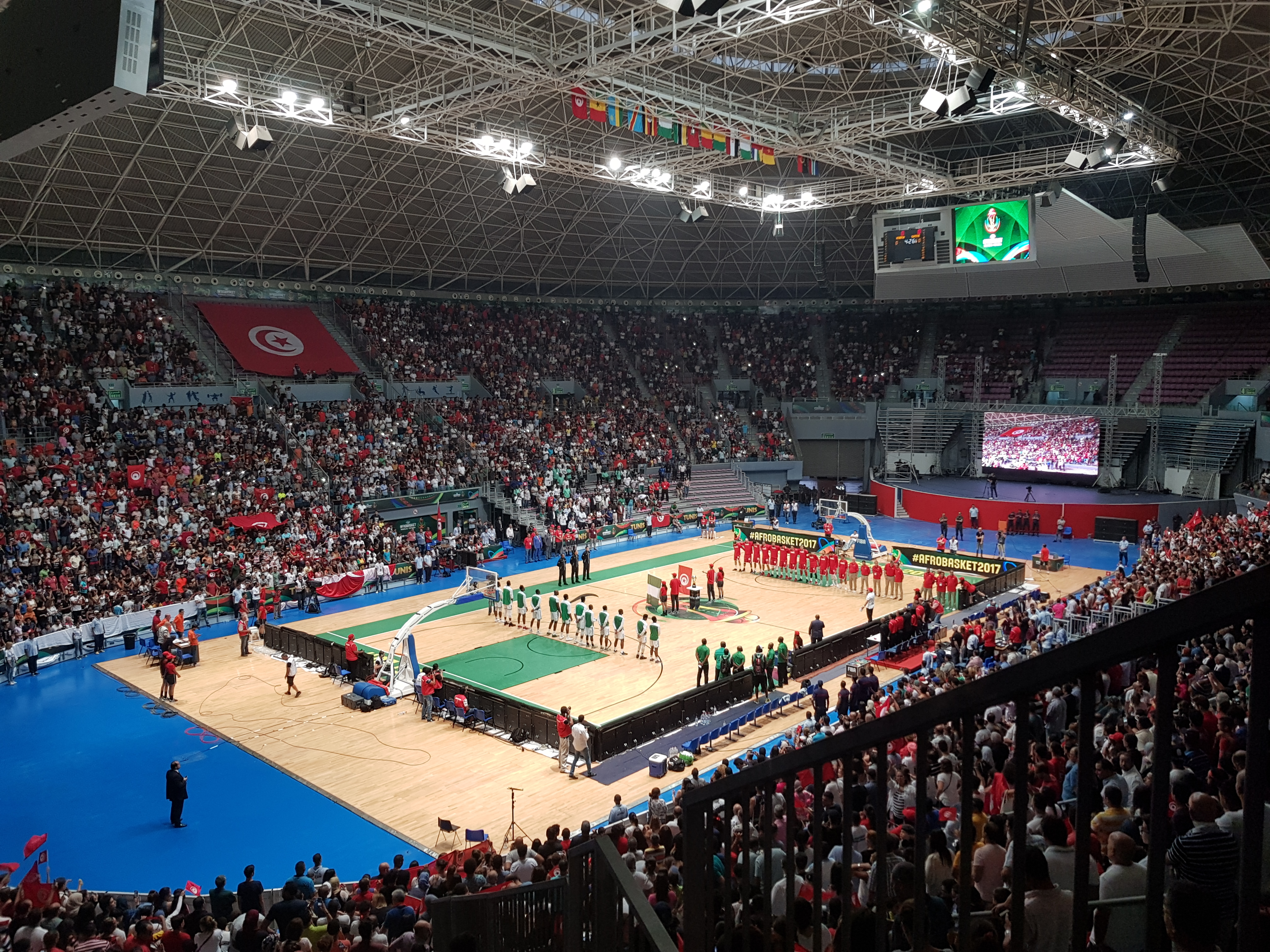
Salle omnisports de Radès, d'une capacité de 17 000 spectateurs.